# المجلس الاقتصادي لحوض المحيط الهادىء
المجلس الاقتصادي لحوض المحيط الهادئ (PBEC) هو جمعية أعمال مستقلة ذات تأثير أسسها ويلدون ب. جيبسون في عام 1967 بهدف تسهيل الأعمال في منطقة آسيا والمحيط الهادئ. يقع حاليا في هونغ كونغ والرئيس التنفيذي هو ديبورا بايبر.

## التاريخ
تأسس معهد علاقات المحيط الهادئ (IPR) في عام 1925 كمنتدى دولي حيث يمكن للوفود الوطنية التي تمثل مجموعة واسعة من المصالح أن تجتمع وتناقش كل من القضايا المحلية والإقليمية. كانت حقوق الملكية الفكرية منتدى محترما في الفترة التي سبقت وأثناء وبعد الحرب العالمية الثانية ، ولكن تم حلها في عام 1961 بعد أن سحبت الولايات المتحدة الدعم. كانت PBEC واحدة من المنظمات التي ملأت الفراغ. تأسست في عام 1967 من قبل قادة الأعمال من الولايات المتحدة وكندا وأستراليا ونيوزيلندا واليابان. في وقت لاحق انضم إلى المؤسسين مجموعات من الأعضاء من بلدان أخرى في المنطقة مثل كوريا الجنوبية والمكسيك وهونغ كونغ وماليزيا والفلبين.
الغرض من المجلس الاقتصادي لحوض المحيط الهادئ هو إنشاء بيئة تسهل إدارة الأعمال التجارية والحفاظ عليها. [2] يتم تمويل المنظمة من قبل أعضائها من الشركات. [3] المنظمة غير رسمية بمعنى أنها لا تشمل التمثيل الحكومي الرسمي. [4] في الاجتماع العام الثاني عشر للمجلس في لوس أنجلوس عام 1978 ، تم اقتراح خطة الجماعة الاقتصادية للمحيط الهادئ ، والتي تدعو إلى قيام مجتمع اقتصادي بتنسيق التضامن والتعاون بين بلدان المنطقة في مراحل مختلفة من التنمية. [5] اعتبارًا من عام 1993 ، كانت PBEC هي المنظمة غير الحكومية الرئيسية المشاركة في التعاون الاقتصادي في منطقة المحيط الهادئ.

## الأنشطة
يشجع المجلس الاقتصادي لحوض المحيط الهادئ مناخ الأعمال المحسّن لجميع الأعضاء في المنطقة. إنه يقدم المشورة للحكومات حول طرق تحسين بيئة أعمالهم وتقليل الحواجز التجارية. يساعد في توليد الاستثمار الأجنبي ويشجع تطوير التكنولوجيا الجديدة ونشرها مع تجنب التدهور البيئي حيثما أمكن ذلك. [3]
بصفتها الصوت المستقل للأعمال في منطقة المحيط الهادئ ، يوفر المجلس الاقتصادي لحوض المحيط الهادئ (PBEC) مكانًا للاجتماع لتنوع الصناعات والخدمات والمهن التي جعلت من حوض المحيط الهادئ رائدًا في النمو في العالم. لقد كان المجلس الاقتصادي لحوض المحيط الهادئ (PBEC) قوة دافعة في المنطقة على مدار العقود الأربعة الماضية ، ويدافع عن الوعي البيئي والمسؤولية الاجتماعية للشركات والشفافية من خلال لجان العمل والدعوة للسياسات والشراكات مع منظمات مثل بنك التنمية الآسيوي (ADB) / منظمة التعاون الاقتصادي -العمل والتنمية (OECD) مبادرة مكافحة الفساد ، مجلس التعاون الاقتصادي لمنطقة المحيط الهادئ (PECC) ، التعاون الاقتصادي لآسيا والمحيط الهادئ (APEC) ، والاتفاق العالمي للأمم المتحدة. [7]